# Oterdumerzijlvest
Het Oterdumerzijlvest was een zijlvest of waterschap aan de Eemsmonding in de huidige gemeente Eemsdelta. Het zijlvest ontstond vermoedelijk in het begin van de 14e eeuw. In 1557 werd een nieuwe sluis gebouwd. Bij die gelegenheid werd tevens een nieuwe zijlbrief opgesteld. Het zijlvest bestond uit twee onderdelen, die als Ooster- en Westerzijlvest werden betiteld. De belangrijkste watergangen waren het Kloostermaar en het Oterdummermaar of Oterdummerzijldiep, dat tevens het water van Borgsweer en Lalleweer in het Klei-Oldambt afvoerde. 
Een klein deel van het gebied werd door de aanleg van het Termunterzijldiep in 1601 afgesneden van de rest van het Zijlverst. De afwatering vanuit het Oude Maar vond aanvankelijk plaats via een onderleider bij De Knuif, die later werd vervangen door een klief of klepduiker. In 1863 werd het gebied toegevoegd aan het nieuwe boezemwaterschap Oldambt; de molenpolder ging in 1886 op in het waterschap Borgsweer.
Volgens B.W. Siemens zou de veenrivier Sijpe tot 1361 hebben uitgewaterd door een voorloper het Oterdummerzijl, die bij Borgsweer in zee stroomde. Zowel het Woldzijlvest als het Oostwoldzijlvest en een deel van het Termunterzijlvest zouden van deze watergang gebruik hebben gemaakt. De Sijpe vormde zijns inziens over de hele lengte de grens tussen Fivelingo en het Oldambt. Deze hypothese wordt niet door historische en bodemkundige gegevens ondersteund.